# Nilda Raggi
Nilda Matilde Marinovich (Buenos Aires, 4 de enero de 1938), conocida artísticamente como Nilda Raggi, es una actriz y directora de escena argentina. Es madre de la actriz Florencia Raggi.

## Biografía
Estudió en la Universidad de Buenos Aires, donde se graduó y consiguió sus diplomas al terminar los años universitarios. Tiene una hija, Florencia Raggi, nacida en 1972, quien es actriz.
Trabajó en varias películas como La ciudad oculta, El caso María Soledad y Comodines.

## Cine
- 1984: Los tigres de la memoria.
- 1987: El año del conejo.
- 1987: El ojo de la tormenta, como Ama
- 1988: La sagrada familia, de Pablo César.
- 1989: La ciudad oculta.
- 1993: El caso María Soledad.
- 1997: Comodines, como Ruth
- 1997: La casa de Tourneur
- 2001: +bien.
- 2004: No sos vos, soy yo, como la madre de María
- 2004: Tus ojos brillaban.
- 2005: Plástico cruel.
- 2006: Nacido y criado, de Pablo Trapero, como Victoria
- 2007: Tres minutos, como Ana adulta
- 2010: Paco.

## Televisión
- 1983: Luján, como Luciana Robinson.
- 1989: Hombres de ley.
- 1992: La elegida, como Dolores Arrieta
- 1992: ¡Grande, Pa!.
- 1992: Cuentos de Borges, como Anita
- 1994: Milagros, como Margarita
- 1995: Chiquititas, como Lala
- 1995: Poliladron
- 1996: Como pan caliente.
- 1997: Carola Casini.
- 1998: Gasoleros.
- 1998: Muñeca brava.
- 1999: Campeones de la vida, como Beba
- 2000: Vulnerables, como Elsa
- 2000: Luna salvaje, como Sasha
- 2000: Primicias.
- 2001: Más bien, como madre de Mariana
- 2002: Kachorra, como la madre superiora Diana
- 2002: Los simuladores.
- 2004: La niñera, como Ramona (Ep: «La empleada, el patrón y un mismo colchón»)
- 2004: Floricienta.
- 2006: Collar de esmeraldas.
- 2007: Patito feo, como Fedra
- 2007: Lalola.
- 2008: Los exitosos Pells.
- 2008: Aquí no hay quien viva, como Sra. Puller (Ep: «El dulce porvenir»)
- 2008: Casi ángeles.
- 2010: Botineras
- 2012: Violetta, como Angélica Carrará de Saramego, la madre de Angie Carrará (María Clara Alonso) y de María Carrará.[8]
- 2012-2013: Dulce amor, como Sofía Cordovez
- 2018: Simona
- 2018: El Marginal
- 2021: Abejas, el arte del engaño, como Compradora
- 2022: Casi feliz

## Teatro
- Argumento para una novela corta
- El Petiso Orejudo
- Tango varsoviano
- Luces de bohemia
- O. W. (Oscar Wilde)
- El chico de la última fila
- Dotie Lou y Ester
- Escrito sobre el muro
- ¡Tú no eres mi padre!
- Cloro (variaciones alrededor del número atómico 17)
- Loca
- Sexo, mentiras y dinero
- El piquete
- Los buenos hábitos.